# 豉油皇炒麵
豉油皇炒麵是香港的一種炒麵，常見於香港的酒樓、茶餐廳、大牌檔和粥店。豉油皇炒麵所需的食材簡單，做法簡易，主要以豉油作為調味。這種炒麵的基本食材是麵條，通常選用幼麵，配料則沒有既定標準，通常都是兩三種切成細絲的蔬菜，如葱、洋蔥、韭菜、銀芽及胡蘿蔔等。香港的快餐店及粥店售賣的豉油皇炒麵通常只會加入韭菜、芽菜或其他切絲的蔬菜，較少會加入肉類，因此有時會被視作一道素菜，而價錢也是各款炒麵之中較為便宜的一種，被認為是廉價又飽肚的茶餐廳及快餐店麵食。
一般做法是先爆香葱段，加入生抽、老抽、鹽、糖、麻油、雞粉和水成「豉油皇」，幼麵下鑊用豉油皇炒，再加入韭菜、銀芽及胡蘿蔔絲等炒勻即成，因為炒芽菜容易出水，酒家主廚建議芽菜最後才落鑊炒，避免產生的水份令到麵條變軟，也可先炒芽菜備用，然後才炒面，至接近完成時才加入拌炒。